# Tiger Beat
Tiger Beat es una revista estadounidense comercializada principalmente para las adolescentes. Es publicada por Laufer Media, Inc. de Los Ángeles, California, que también produce su publicación hermana, Bop. 
Fundada en septiembre de 1965 por Charles "Chuck" Laufer y su hermano Ira, Tiger Beat tiene como fuerte los ídolos adolescentes, películas, música y moda. Es conocida por sus portadas con fotos 'cortadas y pegadas' de ídolos adolescentes. Su editor, originalmente llamado El Laufer Co., también fundó y publicó las revistas para adolescentes FaVE (ahora difunto) y Right On! (ahora propiedad de otro editor). 
La cara de Lloyd Thaxton apareció en la parte superior de la recién lanzada revista Tiger Beat (entonces conocida como Lloyd Thaxton's Tiger Beat) por lo que hizo una columna. Thaxton fue cofundador de la revista Tiger Beat.
Tiger Beat fue vendida a Primedia a finales de 1998 por el exeditor MacFadden. Fue comprada en 2003 por Scott Laufer, el hijo de Chuck Laufer.